# Draba lanceolata
Draba lanceolata là một loài thực vật có hoa trong họ Cải. Loài này được Royle mô tả khoa học đầu tiên năm 1834.